# 이료 센터역
이료 센터 역(일본어: 医療センター駅, いりょうセンターえき 이료센터에키[*])은 일본 효고현 고베시 주오구에 있는 고베 신교통 포트 아일랜드 선 (포트 라이너)의 역이다. 역 번호는 P07이다. 2011년 7월에 옛 명칭인 "첨단 의료 센터 앞역"에서 변경되었다. 고베 시립 의료 센터 중앙 시민 병원이 본 역 부근으로 이전되었기 때문에 "시민병원 앞" 부역명이 붙어 있다.

## 역사
- 2006년 2월 2일: 포트 아일랜드선 연장 사업에 따라 첨단 의료 센터 앞역으로 영업 개시.
- 2011년 7월 1일: 역명을 의료 센터 역으로 변경과 동시에 "시민병원 앞" 부역명이 부기됨.

## 역 구조
섬식 승강장 1면 2선의 고가역이다. 분기기, 절대 신호가 없어 정류장으로 분류된다. 일부 시간대에서 역무원이 배치되고 있다.
역사는 2층이 대합실, 3층이 승강장이다. 역 서쪽에 첨단 의료 센터가 있고 역 구내에서 병원 내 시선을 차단하기 위해 서쪽은 격자 모양의 구조로 되어 있다. 개찰 내에는 엘리베이터, 에스컬레이터, 다목적 화장실 AED, 보관함 등이 있다. 개찰구 앞에서는 기간 한정으로 승합차 판매가 이루어지고 있다. 주변의 첨단 의료 센터 등의 시설이라고는 보행자 데크에 의해 연결되고 역 북쪽에는 무빙 워크가 설치되어 있다.
본 역의 역 스탬프는, 산노미야 역의 인포메이션(정기권 매장)에 보관되어 있으며 역명 변경과 동시에 스탬프도 새롭게 되었다.

### 승강장
| 1 | 고베 공항 방면                                   |
| 2 | 산노미야 방면・나카후토 방면(시민히로바 역 환승) |

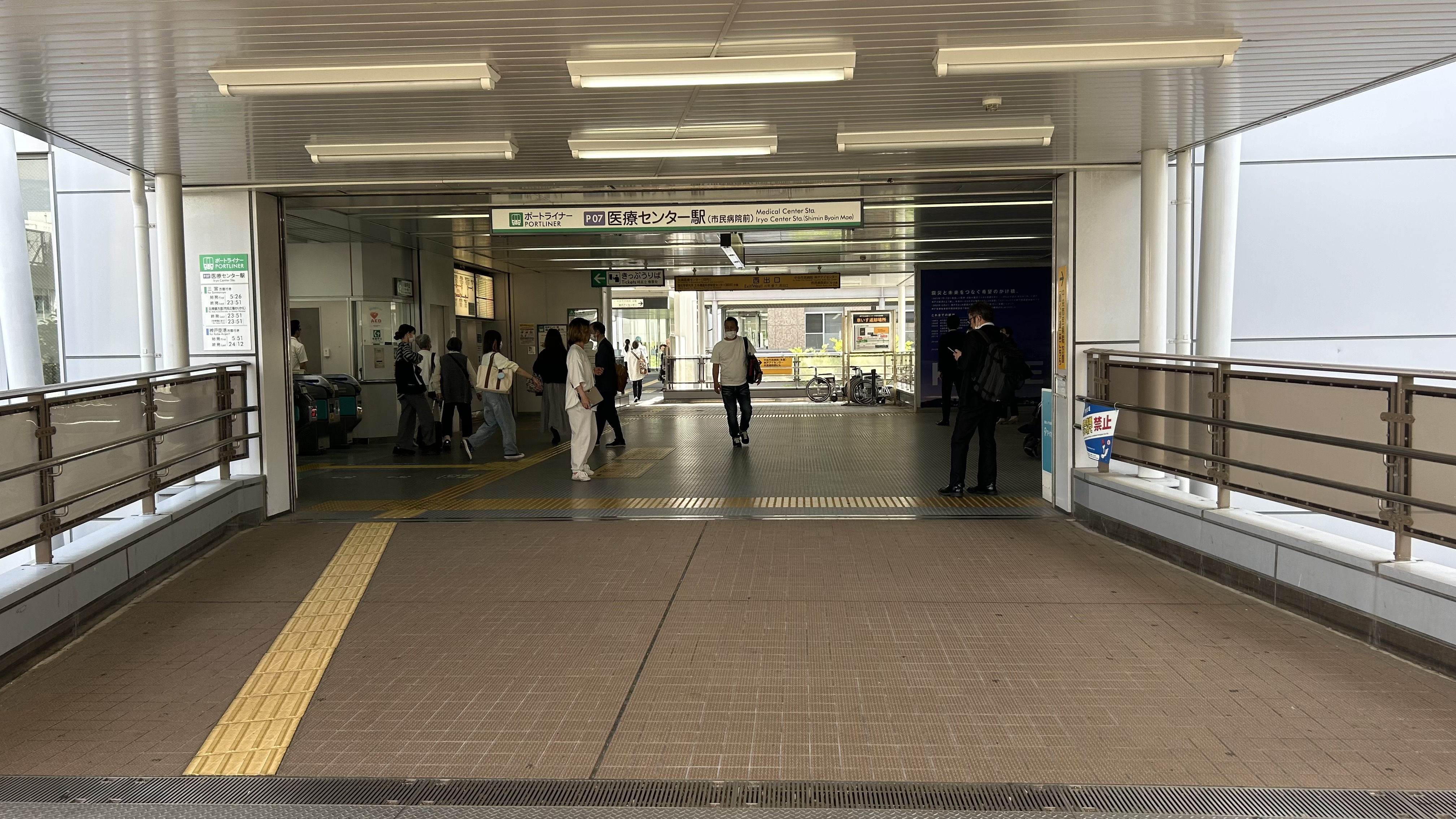
동구
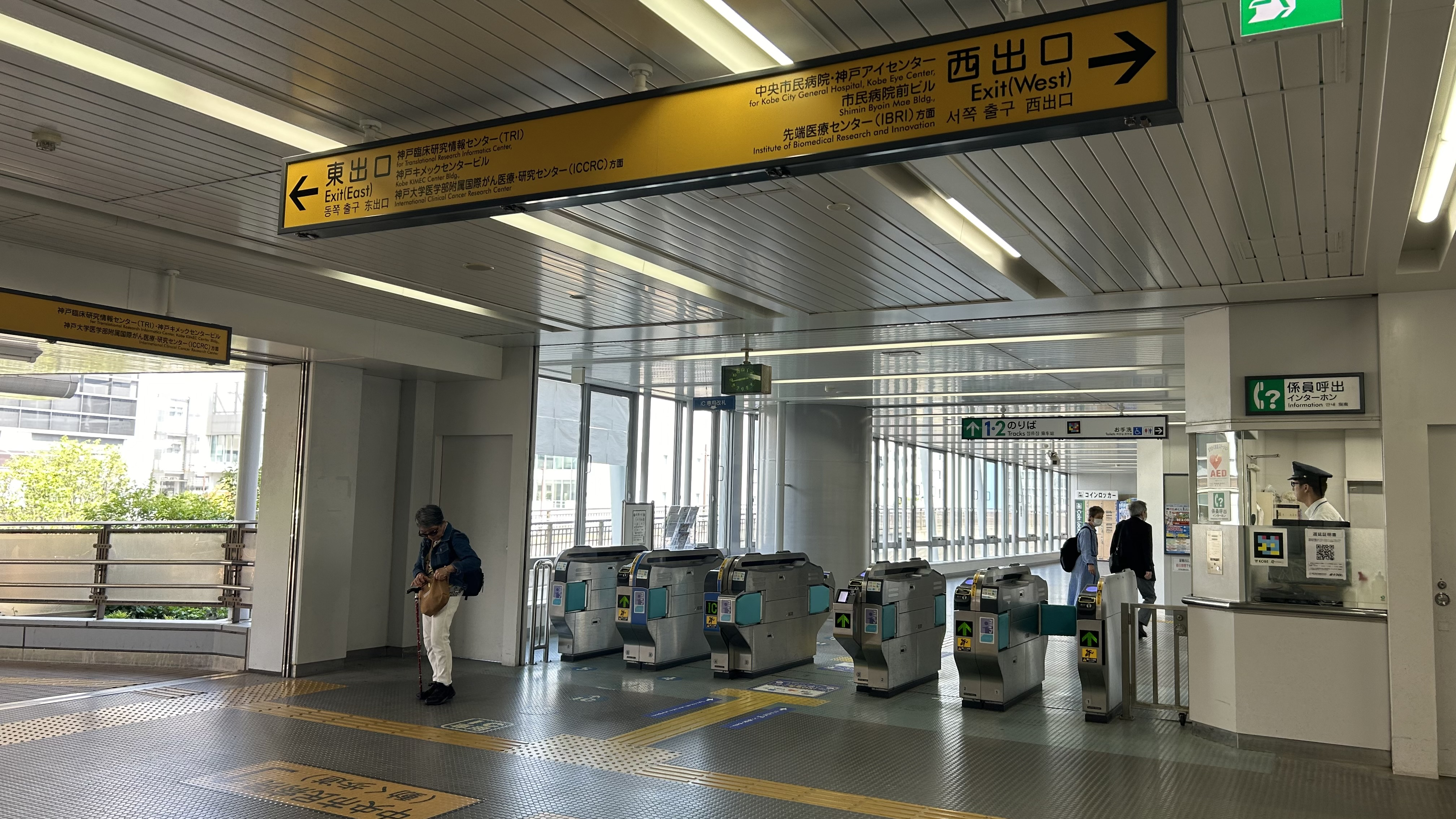
개찰구
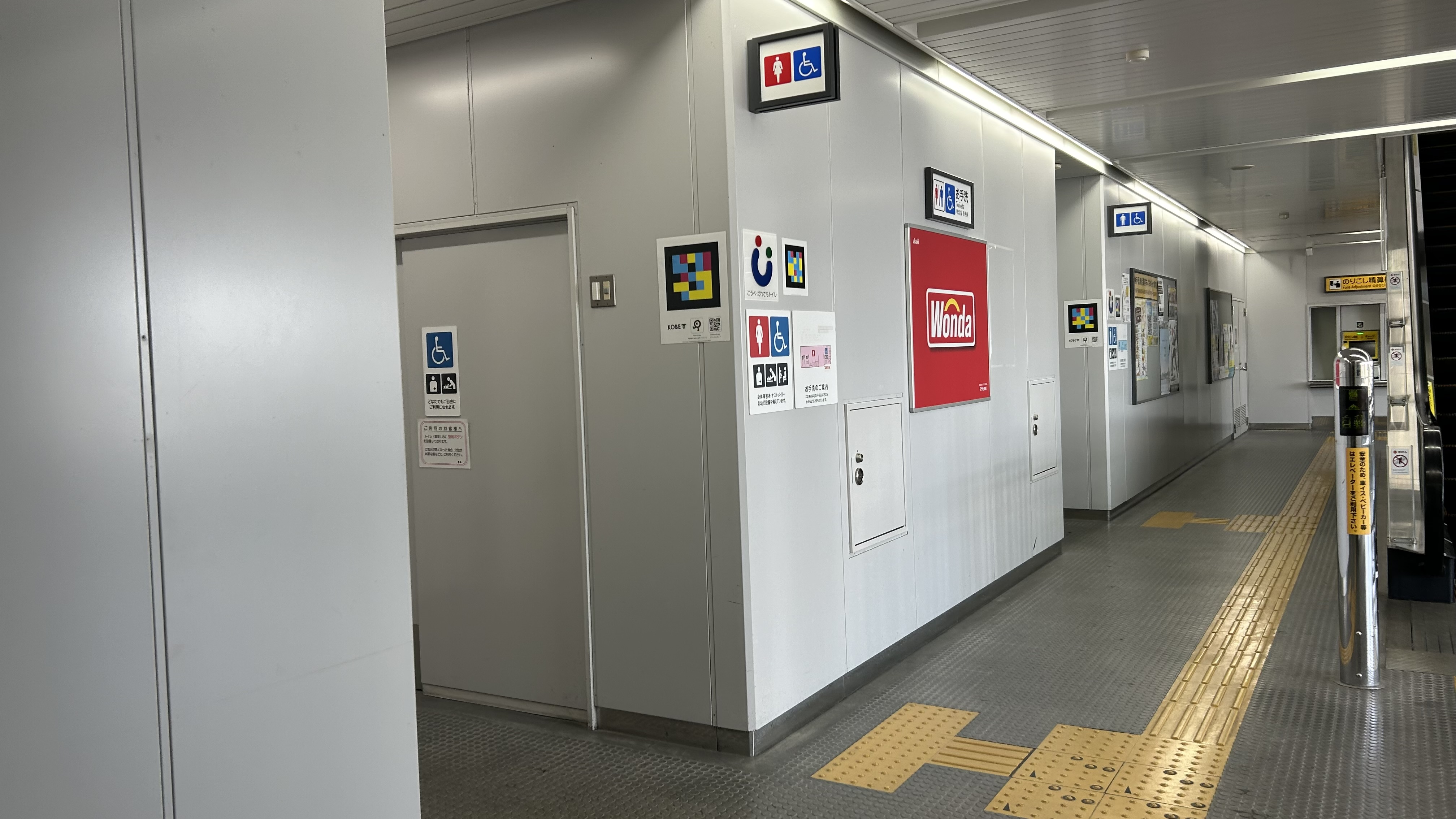
화장실

## 역 주변
본 역 주변은 옆의 케이 컴퓨터 마에 역과 함께 고베 의료 산업도시로 지정되어 수많은 의료 관련 시설이 진출하고 있다.
- 고베 시립 의료 센터 중앙 시민병원(2011년 7월 이전)
- 시민병원 앞 빌딩
- KIMEC
- 첨단 의료센터(IBRI)
- 고베 임상 연구 정보 센터(TRI)
- 국제 의료 개발 센터(IMDA)
  - 클러스터 추진 센터
- 고베 바이오 메디컬 창조 센터(BMA)
- 고베 하이브리드 비즈니스 센터(KHBC)
- 이화학 연구소 고베 사업소
- 다세포 시스템 형성 연구 센터(CDB)
- 생명 시스템 연구 센터(QBiC)
- HPCI계산 생명 과학 추진 프로그램
- 융합 연계 이노베이션 추진 동(IIB)
- 고베 MI R&D 센터
- 생명 과학 기술 기반 연구 센터(CLST)
- 고베 국제 비즈니스 센터(KIBC)
- 고베 건강 산업 개발 센터(HI-DEC)
- 고베 의료 기기 개발 센터(MEDDEC)
- 고베 인큐베이션 오피스(KIO)
- 항만 직업 능력 개발 단기 대학교 고베 학원
- 주오 녹지
- 고베 대학 통합 연구 거점
- 효고 현립 대학 정보 과학 캠퍼스
- 고난 대학 프런티어 사이언스 학부

## 사진

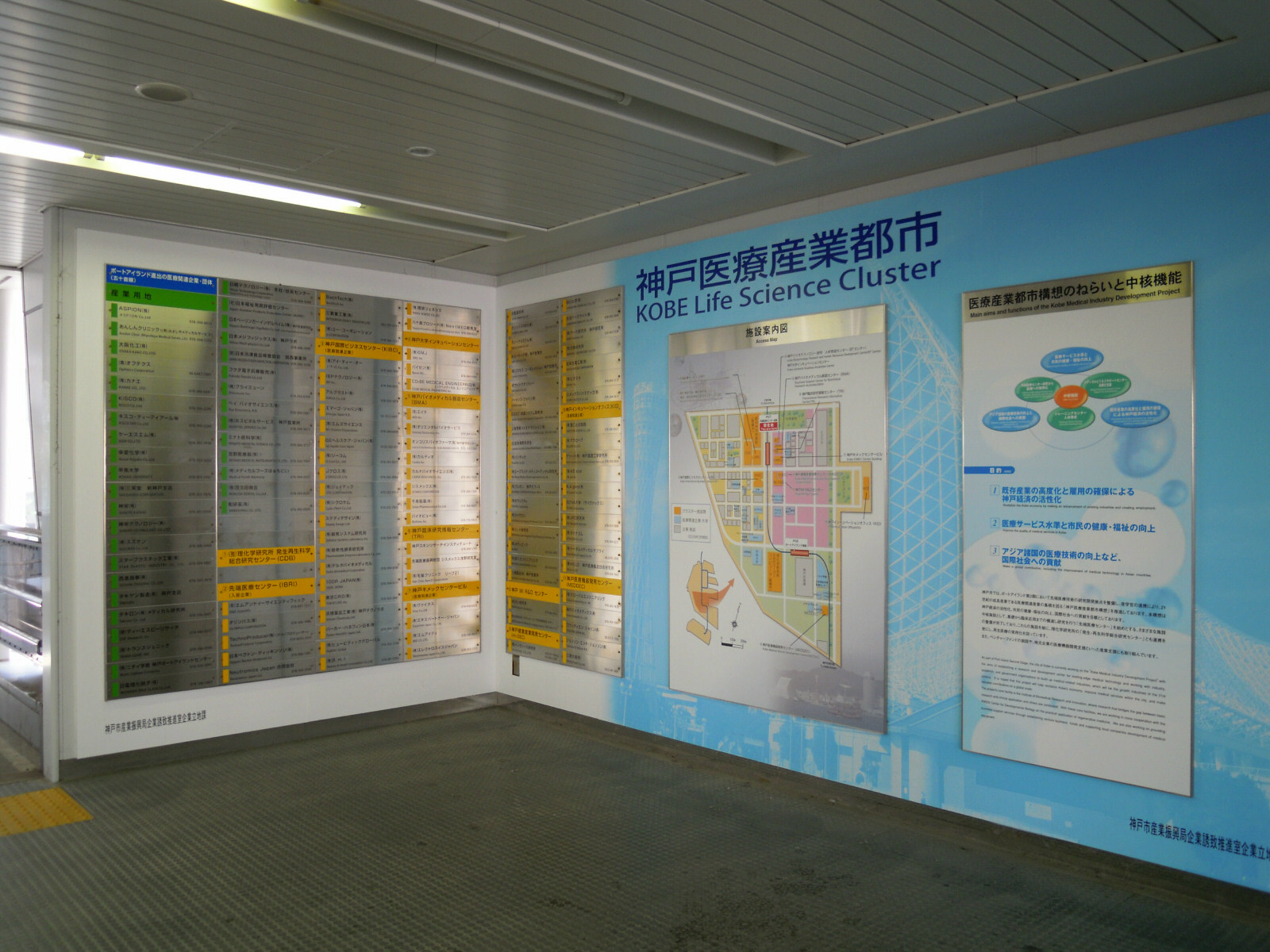
역 내에 위치한 고베 라이프 사이언스 클러스터

## 인접역
| 고베 신교통 ■ 포트 아일랜드 선 | 고베 신교통 ■ 포트 아일랜드 선 | 고베 신교통 ■ 포트 아일랜드 선  |
| ------------------------------ | ------------------------------ | ------------------------------- |
| P06 시민히로바 산노미야 방면   |                                | 계산과학센터 P08 고베 공항 방면 |